# Chromalizus afer
Chromalizus afer är en skalbaggsart som först beskrevs av Carl von Linné 1771.  Chromalizus afer ingår i släktet Chromalizus och familjen långhorningar.
Artens utbredningsområde är:
- Angola.
- Benin.
- Gabon.
- Ghana.
- Liberia.
- Senegal.
- Sierra Leone.
- Togo.

Inga underarter finns listade i Catalogue of Life.